# Дача

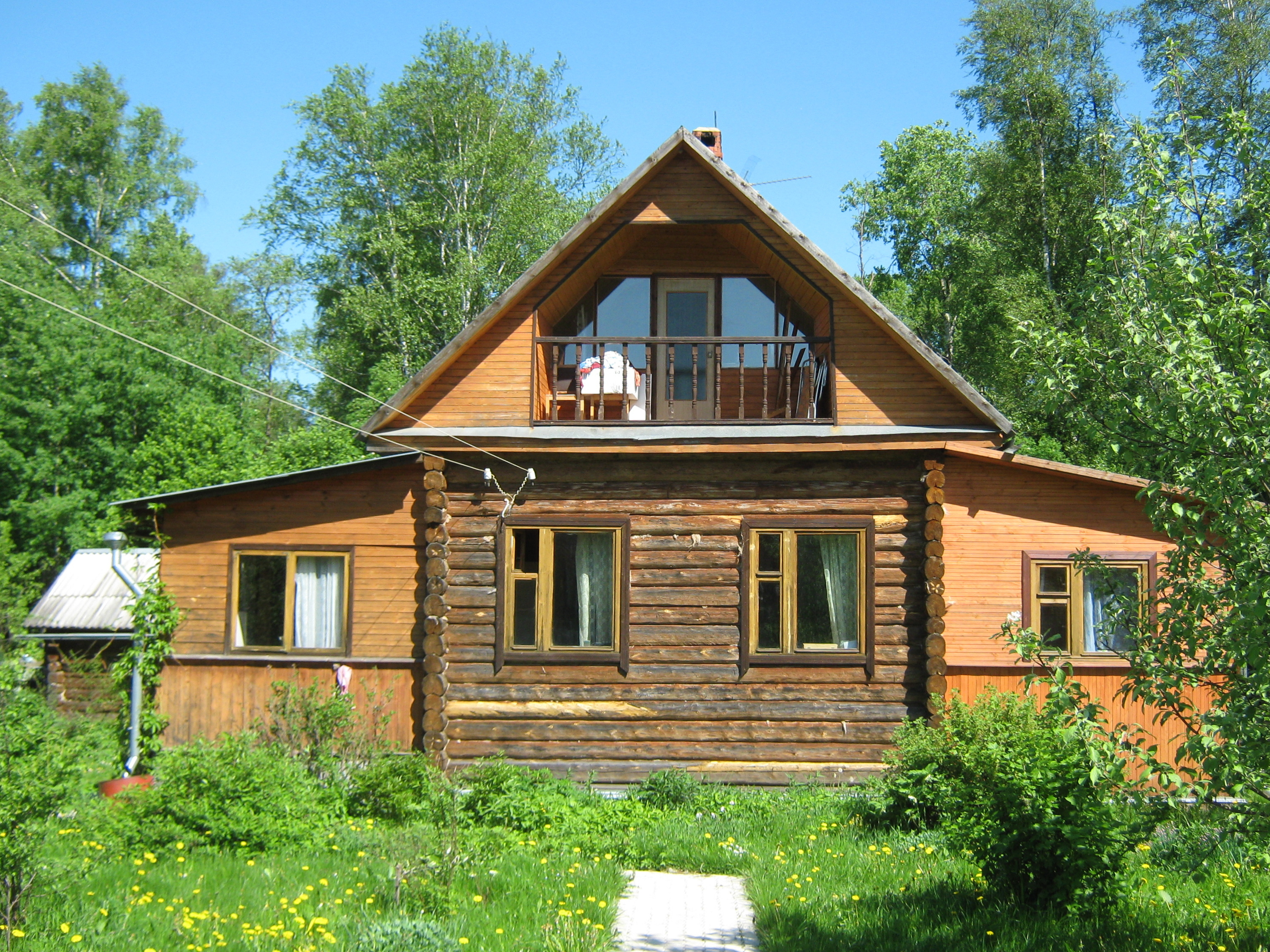
Дача

Да́ча — загородный дом, используемый его владельцами для проживания, отдыха, выращивания сельскохозяйственной продукции .
В России и странах бывшего СССР дачами называют как простые деревенские постройки, так и сельскохозяйственные строения большой площади на участках в гектар и более.
Дача подразумевает участок территории в несколько десятков или сотен квадратных метров с населёнными зданиями и хозяйственными постройками, также посаженным садом. Также дачами раньше назывались крупные участки леса, на которые делилось лесничество, например: Абызовская лесная дача, Бисертская дача при заводе, Варзинская дача, Варзугская лесная дача, Верхне-Туринская дача при заводе и так далее).

## История
Дача: трансформация понятия в разные эпохи.
| Эпоха           | XVIII век — 1861 год                                                          | 1861 год — 1917 год                                                           | XIX — начало XX веков (до 1917 года)                        | Советское время (раннее)                           | Советское время (позднее)                                                                       | XXI век                                                                       |
| Название        | Дача, поместье, усадьба, мыза                                                 | Дача, поместье, усадьба, мыза                                                 | Дача                                                        | Дача                                               | Ведомственная (или профсоюзная) дача: дом отдыха, санаторий, пионерский лагерь, пансионат и пр. | Дача                                                                          |
| Размер владения | Большой участок: несколько тысяч гектаров                                     | Большой участок: несколько тысяч гектаров                                     | Участки разных размеров, от 30 соток до нескольких гектаров | Небольшие участки от 4 до 15 соток, обычно 6 соток | Участки разных размеров, как правило, несколько гектаров                                        | Участки разных размеров, как правило, измеряются сотками                      |
| Размер дома     | Дворец, большой дом с дополнительными строениями и хозяйственными постройками | Дворец, большой дом с дополнительными строениями и хозяйственными постройками | Дома разных размеров, преимущественно средние и большие     | Маленький домик                                    | Комплекс зданий различного размера и назначения                                                 | Здания различных размеров. Часто маленький домик с хозяйственными постройками |
| Владелец        | Вельможа, дворянин                                                            | Дворянин, купец                                                               | Разночинец, купец, дворянин, мещанин, крестьянин            | Рабочий, служащий                                  | Профсоюз, ведомство                                                                             | Дачник, садовод                                                               |
| Деятельность    | Получение дохода, круглогодичный или сезонный отдых.                          | Получение дохода, круглогодичный или сезонный отдых.                          | Сезонный отдых, получение дохода.                           | Сезонный отдых, садоводство.                       | Массовый отдых.                                                                                 | Сезонный отдых, садоводство.                                                  |

### Российская империя

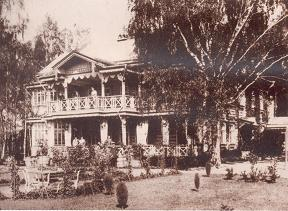
Дача Бахрушина в Черкизове

Считается, что первые дачи появились в России ещё в начале XVIII века, в эпоху Петра I. Изначально это были скорее не дачи, а усадьбы под Петербургом, которые царь даровал (дарил) своим приближённым за заслуги перед государством. Предполагают, что это делалось для того, чтобы чиновники всегда были «под рукой» и не проживали по своим поместьям, а также для того, чтобы обжить пригороды новой столицы. Дачи давались при условии благоустройства земельного участка, включающего строительство дома по образцовому проекту. Хотя как раз тогда вошло в обиход слово «дача» — производное от глагола «давать». Более 100 лет дачи-усадьбы оставались привилегией аристократии, и только ближе к концу XIX века дачу смогли себе позволить люди различного достатка. Правда, речь шла уже не о собственном, а о съёмном загородном доме.

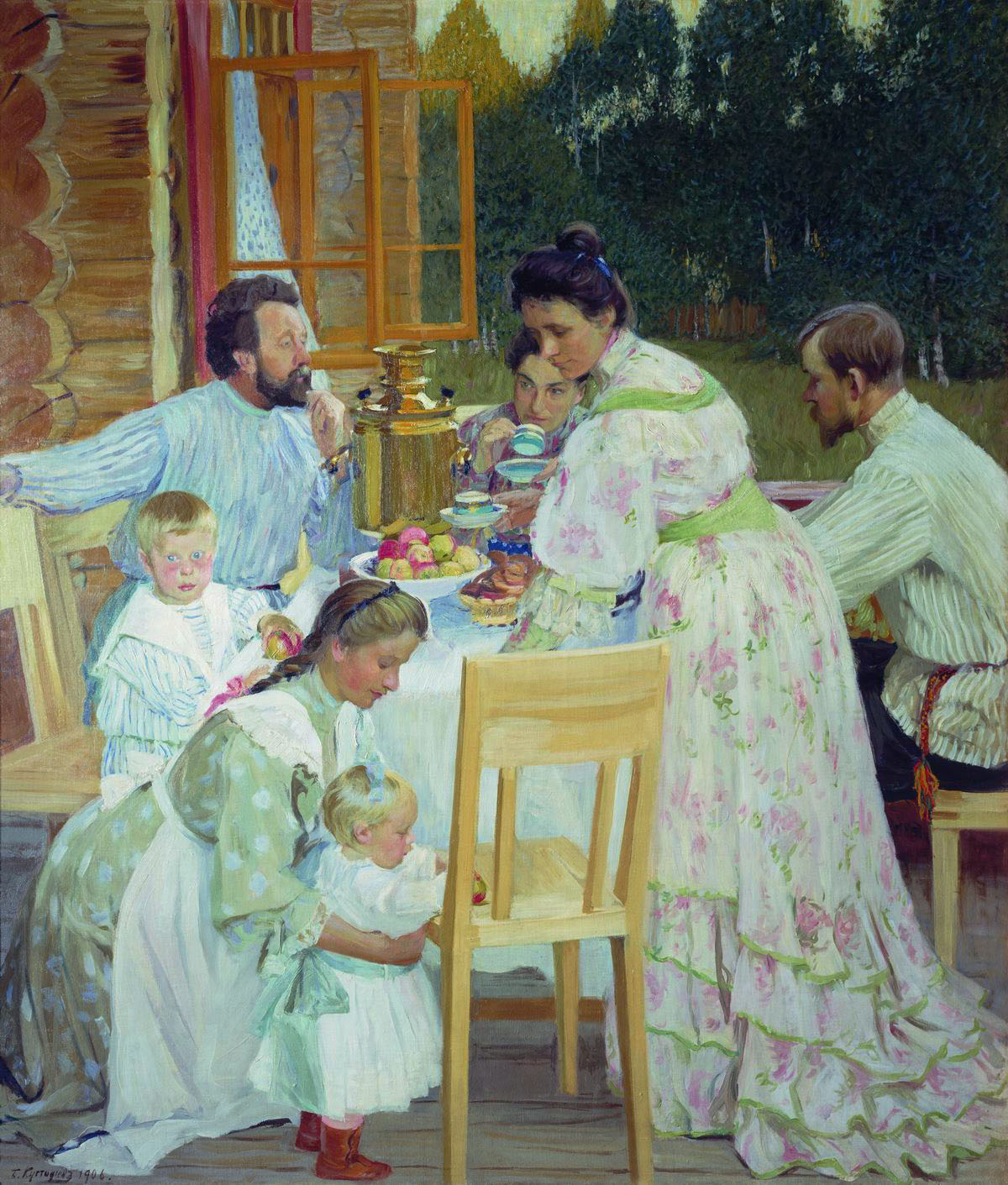
Картина Бориса Кустодиева «На террасе», 1906

Одна из дач была подарена будущим императором Николаем I своей супруге Александре Фёдоровне в 1821 году. Архитектором Адамом Менеласом в Петергофе была построена «собственная её Величества дача Александрия» — особняк в три этажа с 27 комнатами.
В 1803 году историк Николай Карамзин отметил, что летом Москва пустеет, а её жители устремляются за город. В 30-х годах XIX века в тогдашних ближайших пригородах Москвы — в Кунцеве, Сокольниках, Останкине, Перове — стали появляться специальные места для летнего проживания. Бурное развитие дач началось в середине XIX века, когда появились железные дороги и «посёлки для отдыха» стали строить подальше от города — в Химках, Ховрине, Лианозове, Тарасовке, Пушкине, Малаховке, Томилине.
Первый императорский указ, в котором употребляется слово «дача» в современном значении, был подписан Николаем I 29 ноября (ст. стиль) 1844. Указ называется «О раздаче в г. Кронштадте загородной земли под постройку домиков или дач и разведение садов».
Дачи как место отдыха состоятельных горожан получили распространение в России с 1860-х годов. На рубеже XIX—XX веков дачная жизнь стала массовым социальным явлением, характерным только для России; оно нашло яркое отражение в российской литературе и искусстве той эпохи.
Самым известным дачным посёлком в те годы была Перловка, принадлежавшая московскому предпринимателю и чаеторговцу Василию Алексеевичу Перлову, основателю фирмы «В.Перлов и сыновья». В 1880 году в посёлке насчитывалось 80 дач. В каждом домике был душ и персональный туалет, на берегу реки Яузы были оборудованы купальни, два раза в неделю в посёлок привозили музыкантов, в летнем театре выступали московские театральные труппы. Попасть в Перловку, по воспоминаниям современников, считалось за счастье, аренда дач оплачивалась за три года вперёд, а её стоимость была сопоставима с жильём в центре Москвы. В настоящее время Перловка — это микрорайон города Мытищи с развитой инфраструктурой, застроенный жильём высокой этажности.

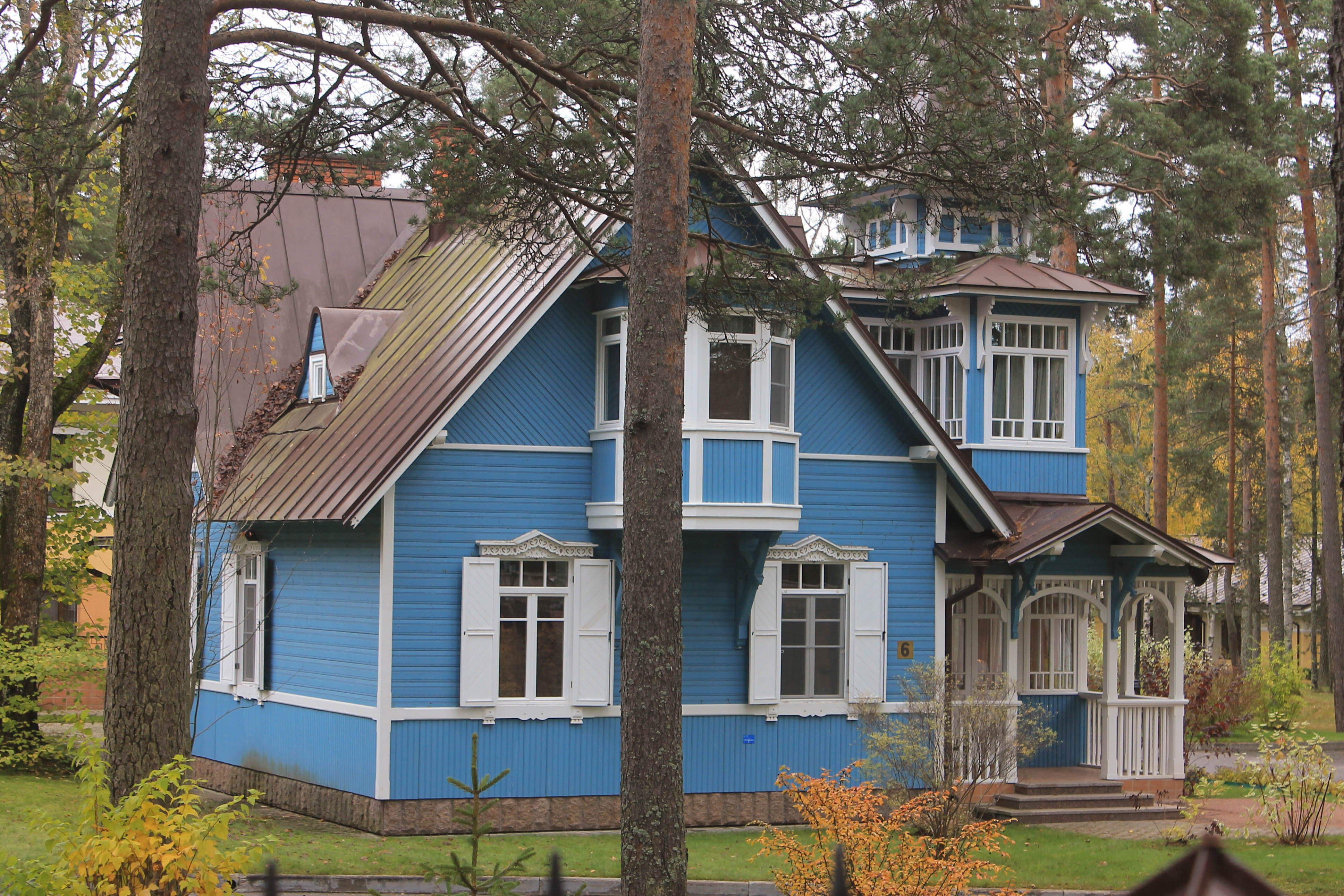
Историческая деревянная дача в пригороде Санкт-Петербурга

По состоянию на 1888 год вокруг Москвы насчитывалось более 6000 дач, расположенных в 180 посёлках, куда в тёплое время года переселялись до 40 000 человек.
До начала XX века отдельные дачные строения были редкостью. Отдыхающие ютились на задворках крестьянских изб в наскоро сколоченных хибарках или в самой крестьянской избе, перегороженной на отсеки для 6—8 семей с общим входом. Сдача внаём избы для некоторых крестьян из ближнего Подмосковья была основным источником дохода.

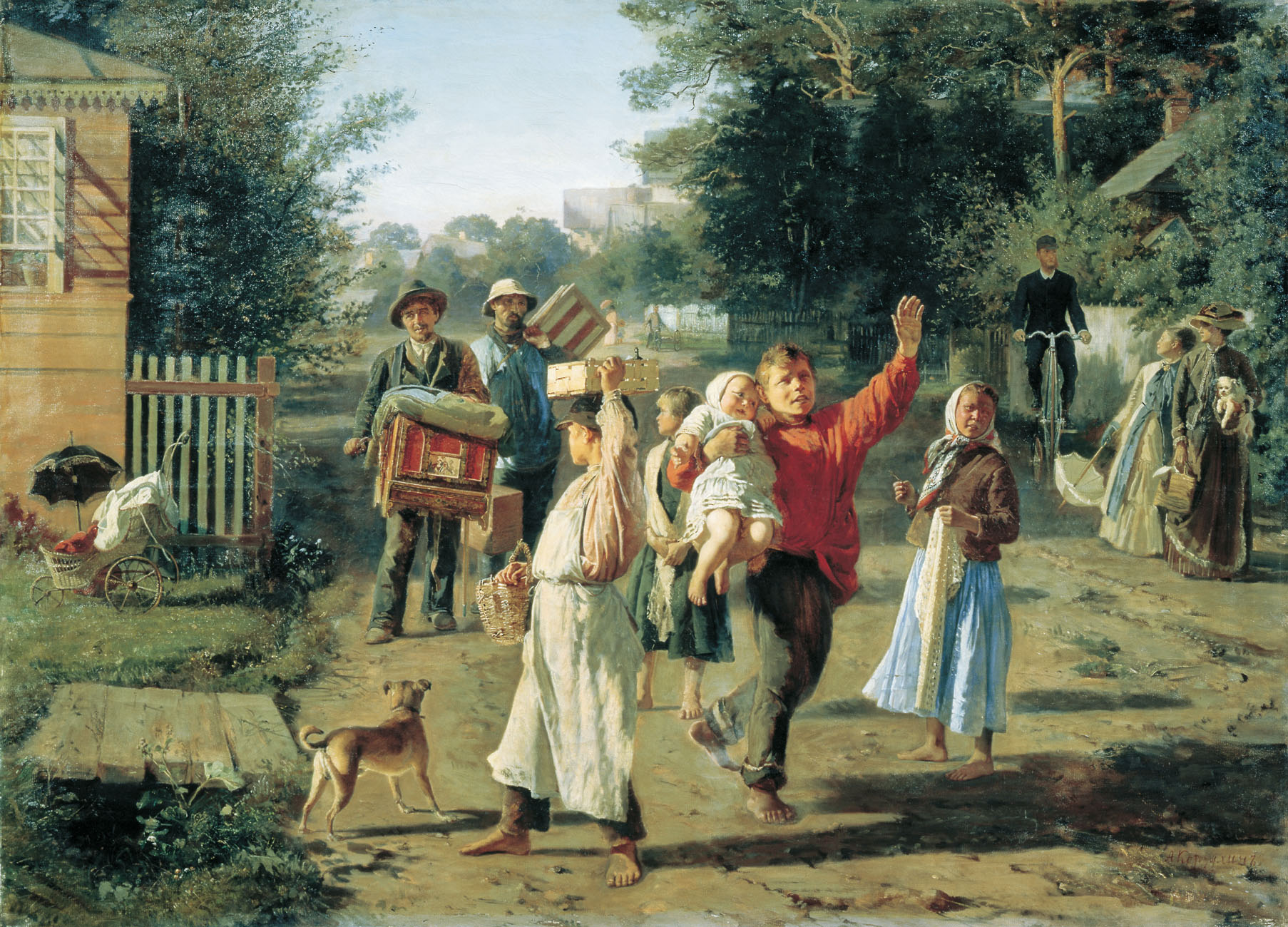
«Петрушка идёт!». Картина работы А. И. Корзухина, 1888. Дачный поселок

Семьи московских дачников жили за городом с весны до осени — в город, как правило, выбирался на службу лишь глава семейства. Большинство дач строились неподалёку от станций железной дороги, путь до города не занимал более сорока минут.
Электричества на дачах не было — освещение производилось при помощи керосиновых ламп, вода бралась из ближайших рек. Особой популярностью вплоть до 1917 года пользовались дачные балы. В дачных посёлках не было охраны, поставить забор считалось дурным тоном.
Вокруг Санкт-Петербурга образуются свои дачные районы. Среди них наибольшей популярностью пользовалась Сиверская дачная местность, которую многие исследователи считают крупнейшей в дореволюционной России. По данным путеводителя А. А. Лучинского и Н. В. Никитина «Сиверская дачная местность по Варшавской железной дороге», изданного в 1910 году, эту дачную местность ежегодно посещало около 40 тысяч дачников. Её возникновение связывают со строительством Варшавской железной дороги, созданием станции Сиверская в 1857 году. Собственные дачи здесь имели министры царского правительства, среди них министр двора и уделов барон Владимир Борисович Фредерикс, министр путей сообщения Сергей Васильевич Рухлов, известные купцы и меценаты, в том числе купцы Елисеевы, Дерновы, известные деятели культуры, среди них основатель «Товарищества передвижных художественных выставок» Иван Николаевич Крамской, пейзажист Иван Иванович Шишкин, литераторы М. Е. Салтыков-Щедрин и А. Н. Майков, популярный издатель А. Ф. Маркс, знаменитая актриса Вера Фёдоровна Комиссаржевская и др.
На рубеже XIX—XX веков дачные местности возникают в окрестностях Петергофа и Сестрорецка, в 1907 году создаётся большой дачный посёлок Вырица.

### СССР

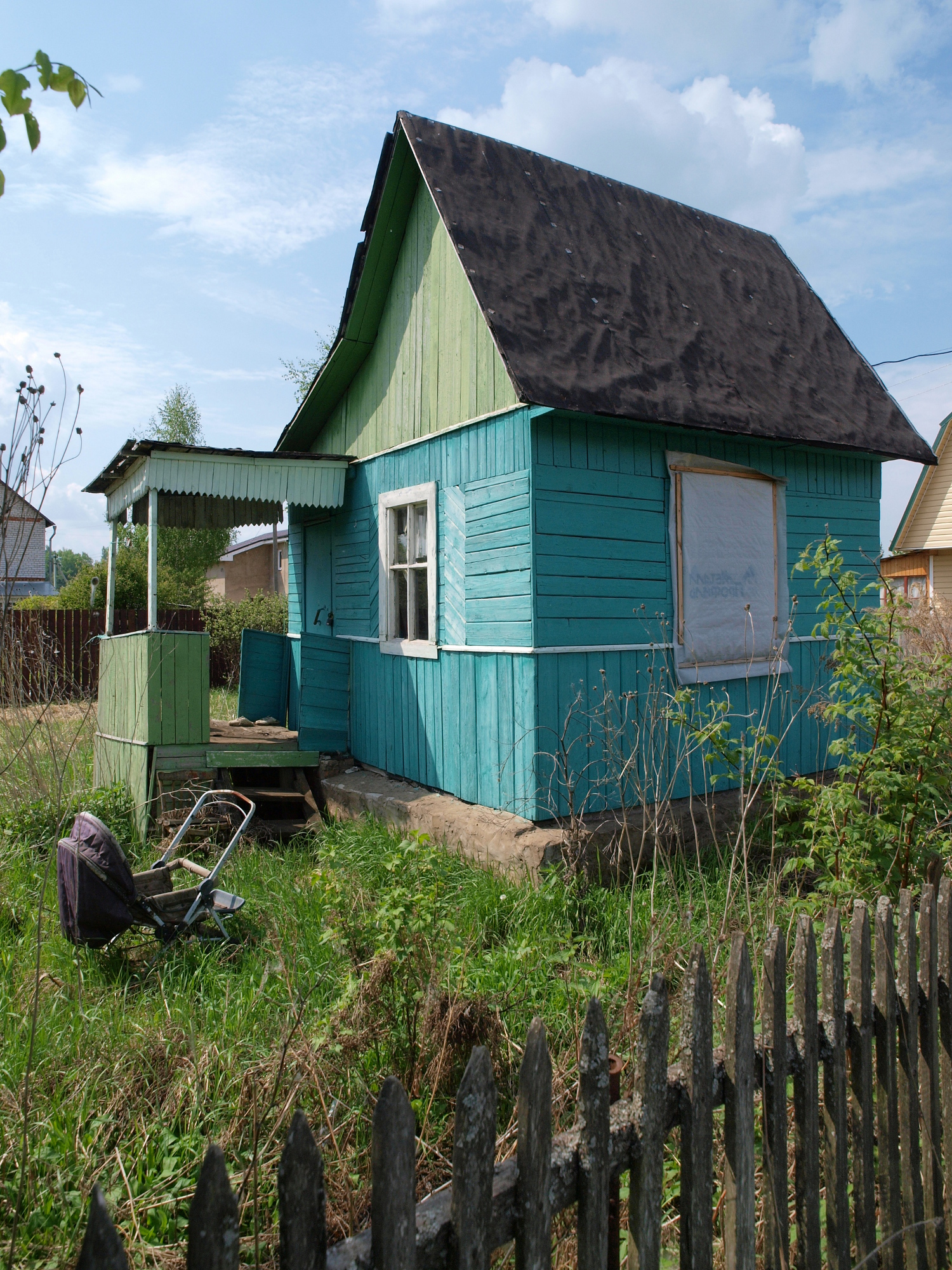
Дача в Калужской области

В советские времена дачи жителей городов стали прежде всего местом для занятий садоводством: выращивания картофеля, клубники, других овощей и фруктов или отдыха всей семьёй в выходные дни летом. Так называемые «коллективные сады» для рабочих и служащих появлялись в российских городах начиная с середины 1930-х годов.
В посёлке Новь под Раздорами на Рублёвке Наркомат рабоче-крестьянской инспекции построил для своих сотрудников 103 фанерных домика. Жилая площадь двухкомнатной дачи равнялась 15,4 м², была рассчитана на четырёх человек. На кухне площадью 5 м² стояла плита с железной трубой.
В 1930-е годы дачи распределялись сотрудникам аппарата ВКП(б). На одной даче могло тесниться несколько семей. В те же годы чиновники высшего ранга строили себе огромные дачи в 15—20 комнат за счёт государства. В феврале 1938 года Политбюро приняло постановление «О дачах ответственных работников», в соответствии с которым устанавливалось предельное допустимое количество комнат на дачах чиновников: до 8 комнат для семейных и до 5 комнат для несемейных.
Принятое в феврале 1949 года постановление Совета Министров СССР «О коллективном и индивидуальном огородничестве и садоводстве рабочих и служащих» положило начало широкому развитию коллективного и приусадебного садоводства.
Массовое дачное строительство бурно развивалось во времена «хрущёвской оттепели», так как, несмотря на обширную программу освоения целины, в Советском Союзе сохранялись сложности с продовольствием.

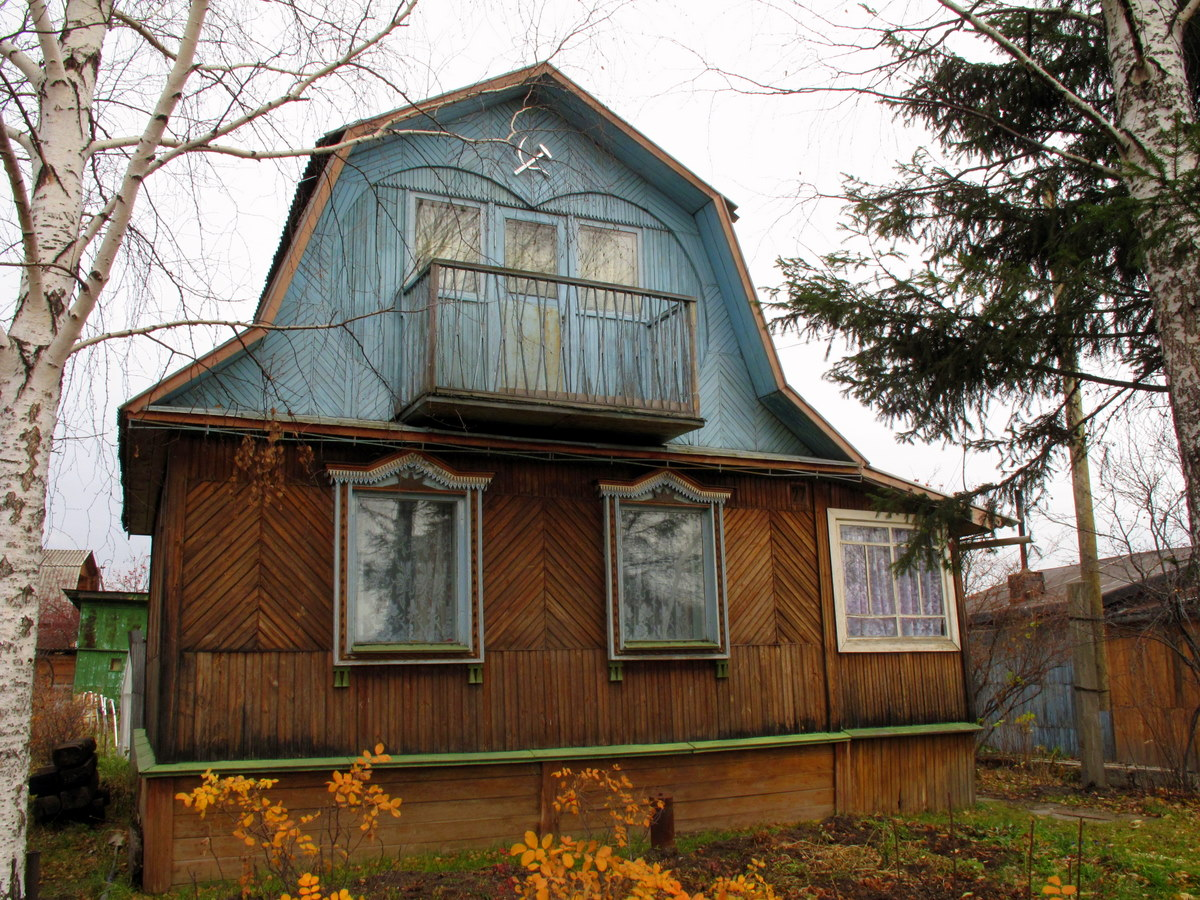
Дача в Екатеринбурге

В 1950-е годы городским жителям выдавались участки для ведения садоводства и строительства щитовых построек летнего типа, например, посёлок Речник.
По состоянию на 1966 год в пригородах одного лишь Красноярска насчитывалось 312 коллективных садов. Большинство из них сохранились до начала XXI века.
Классический размер дачного участка в так называемом садоводческом товариществе в советское время составлял 600—800 м² (шесть-восемь соток), и существовали строгие ограничения на размеры и архитектурно-конструктивные решения дачных построек. Иногда гражданам выделялись небольшие земельные участки — огороды для высадки картофеля и овощей без права строительства каких бы то ни было построек.
Во времена Хрущёва дачник мог получить земельный надел только для садоводства; при Брежневе порядок был несколько изменён. Можно было построить домик площадью до 25 м² для проживания в тёплое время года. Обычно их строили из дощатого каркаса, обшитого фанерой, в качестве утеплителя использовались опилки или сухой торф.

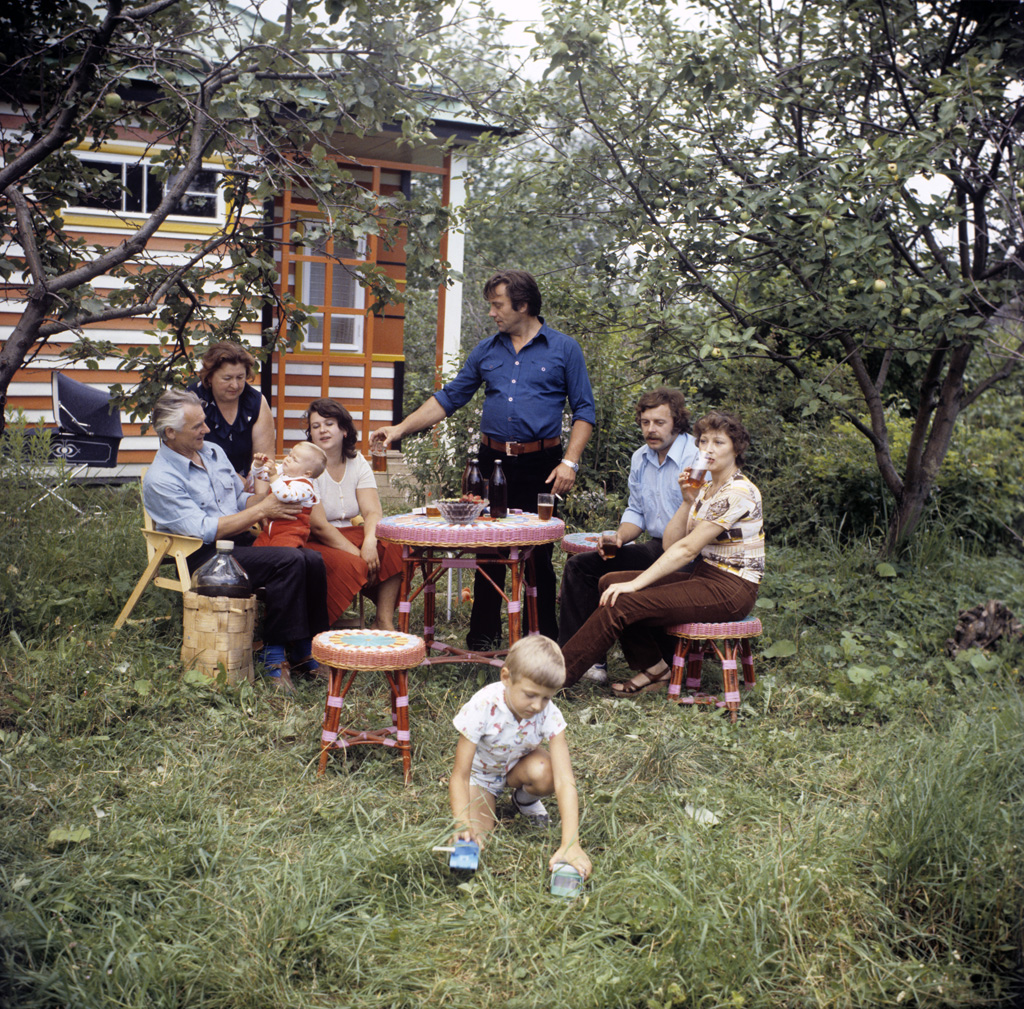
Семья ленинградского рабочего на дачном участке. 1981

Для советской номенклатуры участки могли иметь площадь 1 га и более. Одна из таких типичных «номенклатурных» дач конца 1930-х годов показана в художественном фильме Никиты Михалкова «Утомлённые солнцем». Секретарю ЦК Михаилу Суслову в 1953 году был выделен участок в 7 га с 400 елями, 30 клёнами и двухэтажным зданием площадью 2400 м².
В силу разделения на «простых» людей и «номенклатуру» и представленных им в пользование (но не в частную собственность) земельных участков, вокруг крупных городов начали складываться ареалы престижных и непрестижных районов. При въезде на Рублёво-Успенское шоссе стояли шлагбаум и сторожка: доступ граждан без специального пропуска в сам район, где жила и отдыхала на дачах правящая элита, был ограничен. Правда, после выхода на пенсию чиновник должен был сдать эту дачу обратно государству.
При этом так называемые «генеральские дачи», принадлежащие военачальникам или чиновникам КПСС с большими участками в других районах Подмосковья, например в Снегирях, могли соседствовать в пределах одного населённого пункта с щитовыми дачными домами заводских рабочих.
В конце 1980-х годов большая часть ограничений на размеры садовых домов была сняты, и в престижных пригородах Москвы и других мегаполисов на участках с изношенными коммуникациями стали появляться трёх- и четырёхэтажные капитальные сооружения, обычно из красного кирпича. Дачные поселения порой возводились без соблюдения правил и архитектурных норм, визуально напоминая фавелы. Типичное садоводческое товарищество, построенное во времена СССР — плотно застроенное, безлюдное и выглядящее осенью заброшенным, — показано в художественном кинофильме «Жесть».
Дачи иногда строились в природных заказниках и заповедниках, в санитарных зонах, где человеку долгое время находиться нельзя — под линиями электропередачи, на горах шлака металлургических комбинатов, в оврагах, вдоль трубопроводов, рядом со свалками и химкомбинатами.

#### Стародачные посёлки

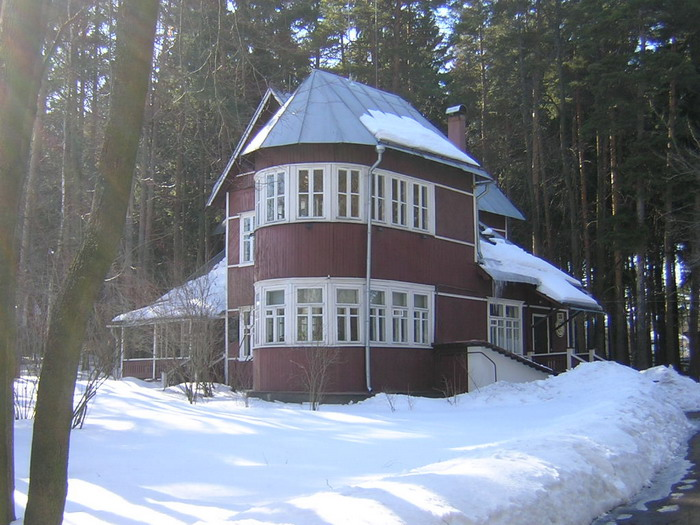
Дача писателя Бориса Пастернака в Переделкине

Стародачными посёлками в СМИ называют сохранившиеся и поныне поселения советской элиты — академиков, генералитета, высшего партийного руководства, деятелей балета, театра, писателей в лучших местах Московской области, расположенные не далее 30-40 км от МКАД. Обычно это были деревянные, реже каменные дома со всеми удобствами, включая газовое отопление, а иногда и магистральную канализацию, расположенные зачастую на лесных участках, рядом с рекой или прудом, предоставленные дачникам за их особые заслуги.
В 1934 году властями СССР было принято «решение о помощи в строительстве дачного городка для писателей на 90 дач, стоимостью 6 млн руб.». Строительное подразделение Литфонда СССР возвело знаменитый писательский посёлок Переделкино.
В 1949 году дачи в Жуковке получили разработчики проекта атомной бомбы, в конце 50-х годов — конструкторы космических ракет. Среди других известных «стародачных посёлков» — Барвиха, Валентиновка, Кратово, Малаховка, Заветы Ильича, Жаворонки, Снегири, Баковка, Николина Гора, Щербинка. С конца XX века стародачные посёлки активно перестраиваются новыми хозяевами, обычно не имеющими никакого отношения к прежним обитателям тех мест. При этом цена на дома в стародачных посёлках достаточно высока, каждая из таких дач, по оценкам риэлторов — штучный товар. К началу XXI века, по данным СМИ, в Подмосковье около 50 «стародачных посёлков», что составляет не более 5 % от рынка загородной недвижимости.

### Дачный бум в новой России

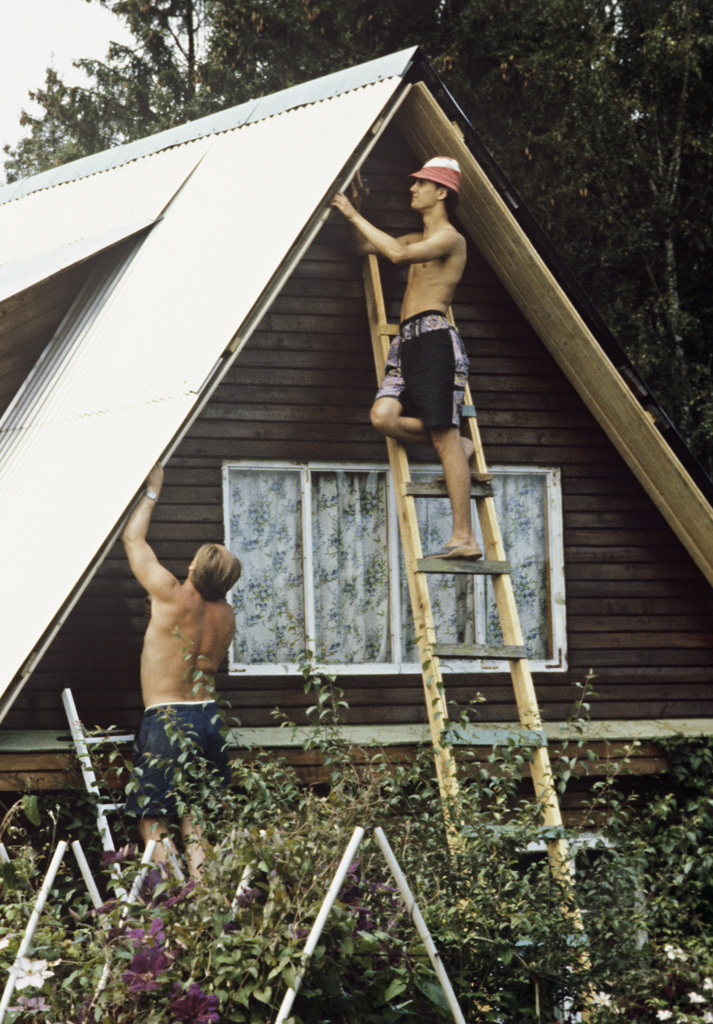
Хозяева обшивают дачу вагонкой. 1993

Согласно Федеральному закону «О садоводческих, огороднических и дачных некоммерческих объединениях граждан» от 15.04.1998, дачный участок — это земельный участок, предоставленный гражданину (например, предприятием, где он работает или работал) или приобретённый им в целях отдыха с возможностью возвести жилое строение (без права регистрации проживания в нём) или жилой дом (с правом регистрации проживания) и хозяйственные постройки и сооружения, а также с целью выращивать плодовые, ягодные, овощные, бахчевые или иные сельскохозяйственные культуры и картофель.

В 90-е годы XX века в стране начался свободный оборот земельных участков «для индивидуального жилищного строительства», под него выделялись пустыри на окраинах деревень и бывшие колхозные поля. Однако на этих землях стали строить не только дома для постоянного проживания, но и дачи. Стоимость таких участков, особенно вблизи Москвы и Санкт-Петербурга неуклонно повышалась. По данным информационно-аналитического агентства RWAY, за пять лет — с 2002 по 2007 гг. — подмосковная земля подорожала в среднем на 262 %. По данным «Российской газеты», в 2006 году средняя цена сотки земли в Московской области в пределах 50 км от МКАД увеличилась за год в полтора раза и составила 6017 $. По данным РБК, средняя цена сотки земли на подмосковном Рублёво-Успенском шоссе в зоне до 15 км от МКАД в 2007 году составляла 45 000 $, на Ленинградском и Дмитровском шоссе на таком же расстоянии от МКАД — 10 000 $.

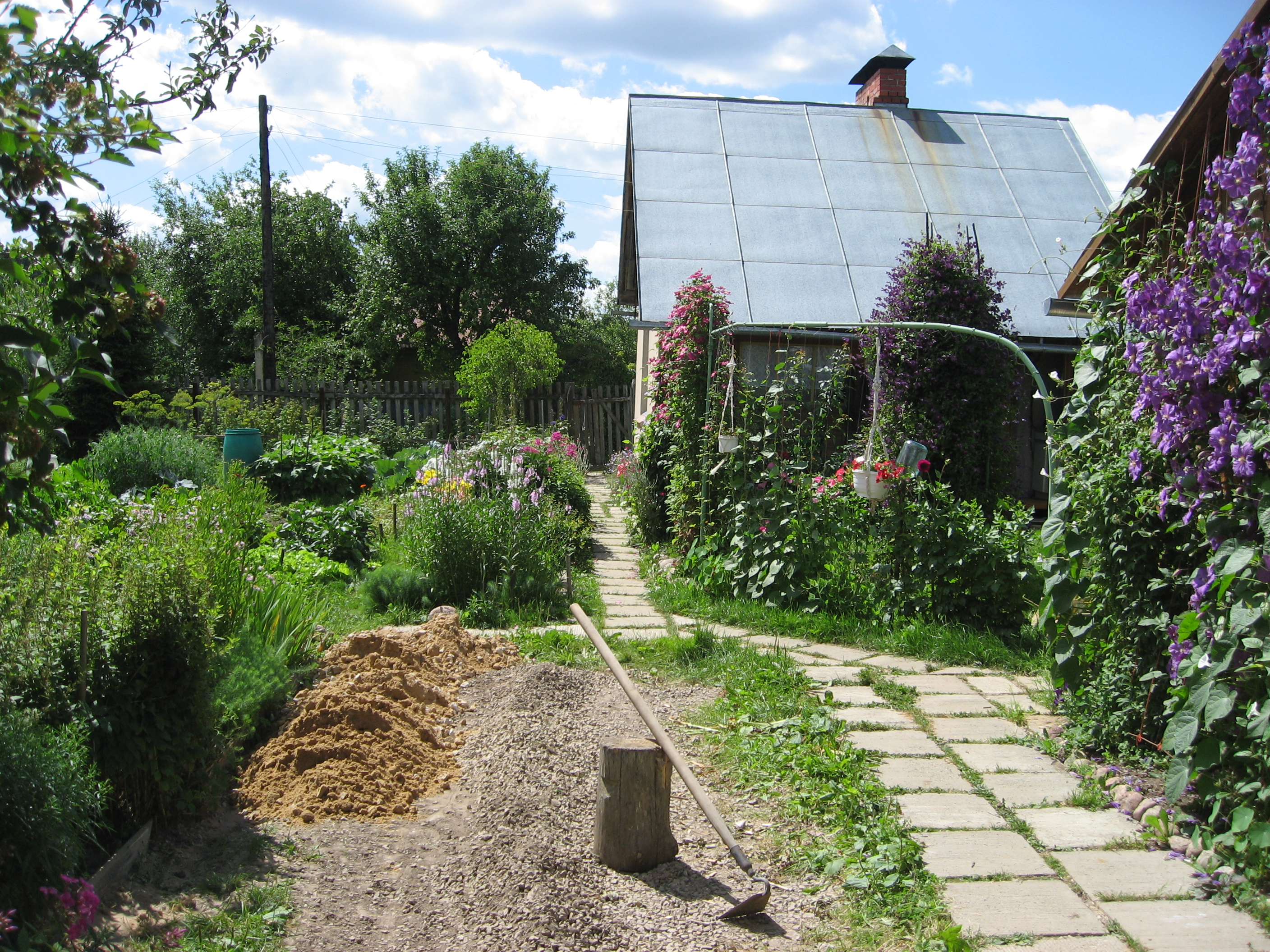
На даче в Калуге, 2007 год

В начале XXI века в России дачи возводят в том числе и на землях, предназначенных для строительства приусадебных участков, так называемого «личного подсобного хозяйства» («ЛПХ»).
В силу быстрой застройки и образовавшейся нехватки земель для дачного строительства под строительство элитных дач и коттеджей в Москве порой стали выделяться земли природно-исторических парков и заповедников, а в Московской области — лучшие пахотные земли.
Дачный бум наносит серьёзный урон культурному ландшафту пригородов российских мегаполисов, в частности, Москвы, выводит из сельскохозяйственного оборота плодородные земли и ведёт к деградации природных экосистем.
Массированная застройка пригородов дачами для сезонного проживания приводит к стагнации развития местной инфраструктуры, прежде всего, образовательных и медицинских учреждений, поскольку горожане-дачники, приезжающие за город лишь на выходные, в них не испытывают необходимости.
Дачники, пользующиеся автомобилями, в выходные дни создают пробки на автомобильных дорогах, ведущих из города в область.
Кандидат наук, ведущий научный сотрудник Института национальной модели экономики, руководитель направления «теоретическая география ландшафта» Владимир Каганский, считает:
В погоне за близостью к природе участники дачного бума заняли, застроили, ограбили и загадили эту самую природу; расчленили её на части и оттеснили её от прочих жителей городов. Дачный бум — разрушение именно той среды, где должны формироваться простые и ничем не заменимые образы и понятия: поле, лес, луг, роща, опушка, деревня, усадьба, сельский погост, ключ, ручей, река, пойма и долина реки
В начале XXI века дачные участки имелись у 30 млн жителей России. По данным МВД на 2009 год, в Подмосковье примерно 500 коттеджных посёлков и свыше 11 тыс. садоводческих товариществ — примерно 1 млн коттеджей и частных домов, из них в 150 тыс. строений. Сейчас обычно на дачу чаще ездят в летнее время занимаются садоводством и выращиванием разного вида цветов и ягод , которые потом используют для закатки на зиму.

## Регистрация на даче
В апреле 2008 года Конституционный суд определил, что существовавший запрет на постоянную регистрацию граждан на дачах — неправомерен. Однако по состоянию на март 2009 года процесс регистрации по-прежнему был забюрократизирован — владелец должен доказывать в суде, что его строение пригодно для постоянного круглогодичного проживания. Госдума планировала рассмотреть законопроект о регистрации на дачах на весенней сессии, однако по состоянию на апрель 2009 года, вопрос не был решен и перенесен на осень из-за затянувшихся согласований в различных министерствах и ведомствах.
По мнению журналиста газеты «Новые Известия», чиновники и местные власти выступают против регистрации на дачах, так как это будет способствовать изменению структуры населения, что приведет к дополнительным бюджетным расходам: придется строить школы, поликлиники, больницы, дороги, серьезно заниматься коммунальным хозяйством, вместо «летнего водопровода» с ржавой неочищенной водой, поступающей с перебоями и электрических подстанций середины XX века, не способных обеспечивать дома полноценным электроснабжением, сооружать и прокладывать полноценные коммуникации. Региональные власти опасаются, что новый закон о регистрации граждан в дачных и садоводческих товариществах сможет спровоцировать появление новых полноценных поселений, в чём они не заинтересованы.
Садоводческие и дачные некоммерческие товарищества не являются административно-территориальными образованиями. Это юридические лица. Поэтому нахождение «в них» земельных участков невозможно априори. На практике, действительно, понятие «садоводческое товарищество» часто употребляют как синоним «поселения». Однако путать эти понятия с точки зрения закона нельзя, это разные сферы общественных отношений, регулируемых разными нормативными правовыми актами.

## Новое законодательство о дачах
Утвержден новый Федеральный закон от 29 июля 2017 года № 217-ФЗ «О ведении гражданами садоводства и огородничества для собственных нужд и о внесении изменений в отдельные законодательные акты Российской Федерации», вступающий в силу с 1 января 2019 г.

## Правовые риски дачного строительства
Застройщики (коммерческие организации) с целью минимизации цен на готовые дома строят так называемые дачные поселки на землях сельскохозяйственного назначения. Называя поселки дачными, застройщики пытаются обойти нормы земельного и градостроительного законодательства, в соответствии с которыми дачное строительство может осуществляться только физическими лицами или некоммерческими организациями. Термин «дача» используется в законодательстве только в контексте ведения дачного хозяйства гражданами и их объединениями. В последние годы появилась судебная практика на уровне ВАС, в соответствии с которой разрешенное использование для дачного строительства может быть установлено только в отношении участков, предоставленных некоммерческим объединениям граждан (в форме дачного потребительного кооператива и т. п.). В связи с этим акты органов местного самоуправления, которыми было установлено дачное разрешенное использование для участков, принадлежащих коммерческим организациям, могут быть оспорены в судебном порядке. Немногочисленные прецеденты уже существуют.

### «Деревенские небоскрёбы»
В январе 2010 года газета «Известия» сообщила о новой тенденции загородного строительства в Московской области. На дачных участках размером в 6 соток мелкие частные застройщики стали строить многоквартирные дома на продажу, которые автор материала называет «деревенскими небоскрёбами». Издание советует читателям — возможным покупателям таких квартир — внимательнее изучать правоустанавливающие документы и предупреждает о возможных сложностях с коммуникациями. Например, на начало мая 2013 года власти Московской области выявили более 400 подобных объектов, большинство из которых наверняка пойдёт под снос.

### Дачи и криминал
Обычное явление для садоводческих товариществ и коллективных садов в межсезонье — кражи. Дачи, как правило, никто не охраняет, либо на всю площадь садового товарищества полагается один сторож. Пытаясь предотвратить разграбление, с окончанием летнего сезона хозяева увозят с дач всё ценное в городские квартиры. Воруют обычно посуду, инструменты и одежду. Не редки случаи, когда дачи в осеннее и зимнее время используют без ведома хозяев для проживания бездомные граждане, беспризорники и криминальные элементы. Случаются и поджоги, которые устраивают ради развлечения на оставленных без присмотра дачах несовершеннолетние.
Преступники проникают на дачи с целью кражи цветных металлов. От подобных действий пострадал лидер фракции ЛДПР в Государственной думе Игорь Лебедев в 2000 году. На его дачу в Одинцовском районе проникли двое граждан, где их затем задержали сотрудники милиции. По данным пресс-службы ГУВД Московской области, «сборщики цветных металлов — это бич для Подмосковья, они съезжаются сюда из соседних регионов».
В связи с распространением наркомании чаще стали отмечаться случаи хищения с дачных огородов и клумб мака, поэтому выращивание более двух растений мака ныне наказывается властями штрафами и более строго.
В 2008 году неустановленные граждане впервые ограбили 10 дач, включая знаменитую «Зелёную будку» — дачу Анны Ахматовой в посёлке Литфонда в Комарово (Ленинградская область).
В 2002 году в охраняемом садоводческом товариществе «Ягодка» в Опалихе в Красногорском районе Подмосковья был расстрелян киллерами гражданин США адвокат Яков Тилипман, представлявший интересы «Kremlyovskaya group». В 2008 году грабители в камуфляжной форме, перелезли через забор, проникнув на дачу телеведущего Александра Цекало в деревне Глухово Красногорского района Московской области, где ограбили и связали его родственников.
В мае 2009 года сотрудники милиции поймали банду налётчиков, специализировавшихся на грабежах дач, расположенных в элитных коттеджных посёлках на Рублёвке, включая те, где проживают российские бизнесмены и государственные чиновники. Грабители пользовались беспечностью и непрофессионализмом охраны, в частности тем, что службы безопасности обычно охраняют лишь въезд и периодически совершают обход территории, но при этом сами дома не оборудованы сигнализацией. Среди прочих случаев, вменяемых членам банды — ограбление дома 47-летнего сенатора от республики Калмыкия Михаила Капуры, которое было совершено в ночь на 21 мая в элитном посёлке Раздоры-7. Банду создал житель одного из подмосковных городов, преступники использовали для планирования своих нападений спутниковые фотографии и карты, размещённые в сети Интернет. На вооружении у бандитов были приборы ночного видения. На счету у группировки — десятки краж и разбойных нападений на дачи и частные особняки в элитных посёлках. Поймать их удалось благодаря камерам наружного наблюдения, установленным на даче у министра Сергея Шойгу, по соседству с которой они совершили своё очередное преступление.
По данным МВД, в Подмосковье лишь 5 процентов дач подключены к системе пультовой охраны, при этом 25 % краж, совершаемых в жилом фонде в зимнее время, приходятся на дачные домовладения.

## Дача сегодня

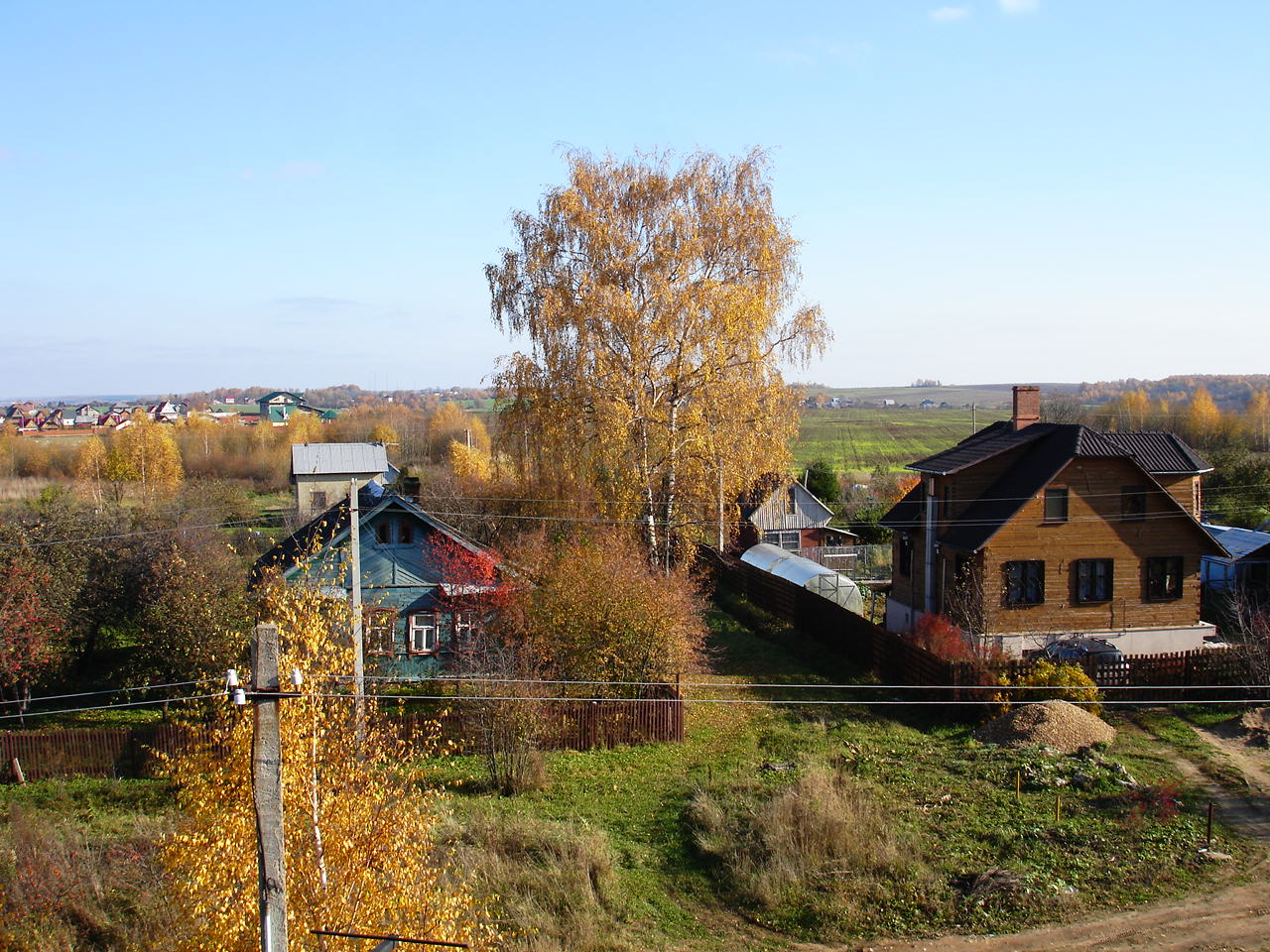

Сегодня дача для большинства жителей стран СНГ является зачастую своеобразным загородным домом. Всё чаще такие земельные участки приобретаются не для выращивания плодово-овощных культур, а лишь с целью проведения отдыха за пределами города. В больших городах с развитым пригородом дачные участки также широко применяются для постоянного проживания, это особенно характерно для юга России. В настоящее время растёт популярность строительства экологичных дачных домов. Это направление строительства дачных домов стало наиболее популярным в России в начале 2010 года, когда появилась первая строительная компания экодомов. Несмотря на запреты люди всё равно часто находятся на дачах. Сейчас люди приобретают дачи и мечтают о них.

## Статистика и данные социальных опросов
- По данным Росстата, личные подсобные хозяйства и дачи дают до 40 % всего объёма сельхозпродукции[55].
- По данным ВЦИОМ, большинство жителей России проводят свои летние отпуска на даче[56] и лишь 14 % выбирают отдых на местных или зарубежных курортах[57].
- По данным ВЦИОМ, 81 % дачников используют свою землю для производства пищевых продуктов для семейного потребления, 30 % опрошенных занимаются ландшафтным дизайном, и только для 23 % опрошенных дача — место отдыха[58].
- По данным на август 2011 года в крупных городах 48 % населения имеют дачи, а в целом по России около 60 % населения имеют дачные участки[источник не указан 4399 дней].